# Дирс, Инес
Инес Дирс (нем. Ines Diers, в замужестве — Ноак; род. 2 ноября 1963, Рохлиц) — немецкая пловчиха, двукратная чемпионка и серебряный призёр летних Олимпийских игр 1980 года.

## Биография
Инес Дирс родилась в 1963 году в Рохлице. В 1973 году начала плавать за клуб BSG Lok Rochlitz, в дальнейшем перешла в SC Karl-Marx-Stadt. На летних Олимпийских играх 1980 года в Москве 16-летняя Дирс победила на дистанции 400 м вольным стилем, а также в эстафете 4×100 м вольным стилем в составе сборной ГДР. Кроме того, она завоевала серебряные медали на дистанциях 200 и 800 м вольным стилем и бронзовую медаль на дистанции 100 м вольным стилем. Она также одержала две победы на Чемпионате Европы по водным видам спорта 1981 года. Установила два европейских рекорда в плавании на 400 м вольным стилем. В 1982 году завершила карьеру в спорте и школьное образование. В дальнейшем проживала в Небре.